# Expedición Ártica MacGregor

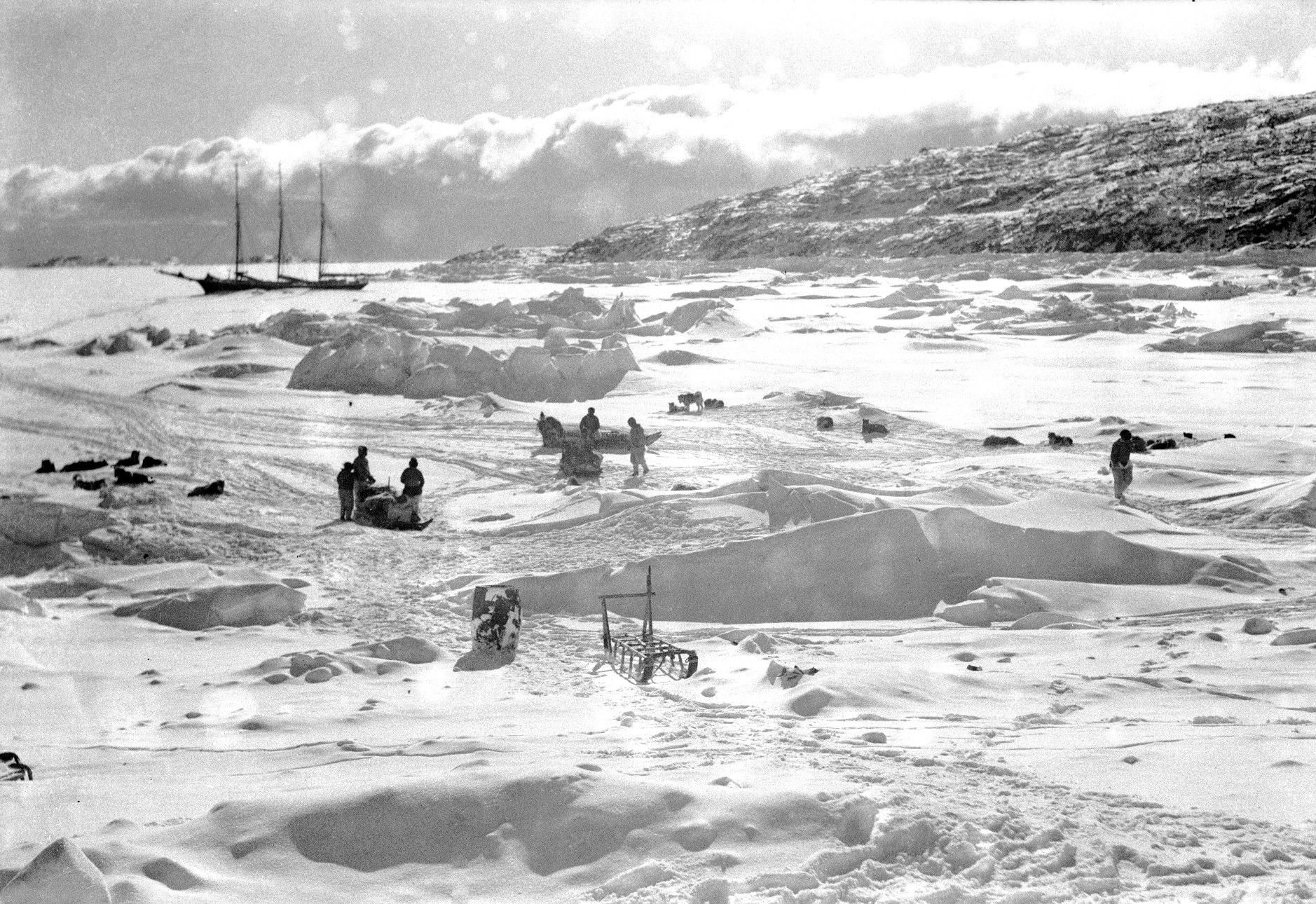
La fragata Gen. A.W. Greely atrapada en el hielo en el fiordo Foulke, cerca Etah, Groenlandia, 1938.

La Expedición Ártica MacGregor (en inglés, MacGregor Arctic Expedition) fue una expedición estadounidense, de financiación privada, que intentó volver a ocupar Fort Conger, en la isla de Ellesmere, Canadá, con la intención de realizar desde allí vuelos que les pudieran llevar al Polo Norte. La expedición, que tuvo lugar entre el primero de julio de 1937 y el 3 de octubre de 1938, tenía cuatro objetivos principales: recopilar datos meteorológicos; hacer una prospección magnética; fotografiar la aurora boreal y estudiar sus efectos sobre la transmisión de radio; y explorar la zona noroeste de la isla de Ellesmere, a fin de aclarar definitivamente la cuestión de la existencia de la Tierra de Crocker, una supuesta gran isla que Robert Peary había dicho avistar hacia más de 30 años. 

## Preparativos
En la primavera de 1937, adquirieron en Nueva Escocia una goleta de tres mástiles, The Donald II, que fue llevada al Puerto de Newark, Nueva Jersey, donde se le instalaron nuevos motores y fue reforzada y reacondicionada para la expedición. El barco fue rebautizado el 2 de mayo de 1937 con el nombre de Gen. A. W. Greely, en honor de Adolphus Greely, líder de la desgraciada Expedición Bahía Lady Franklin de 1881 y 1882. 
Todos los miembros de la expedición pagaron sus propios gastos, ya sea mediante la aportación de los suministros y el equipamiento necesario, o bien en efectivo. Originalmente la expedición contaba con once miembros: Clifford J. MacGregor, meteorólogo de la Oficina Meteorológica de los EE. UU.; Isaac Ike Schlossbach, segundo al mando, navegante y piloto jefe de avión, de la Marina de los EE.UU (retirado); Roy Fitzsimmons, geofísico polar y magnetologista; Robert Danskin, proveedor de aeronaves y geólogo; Gerry Sayre, ingeniero de radio y de transporte; Murray A. Wiener, fotógrafo; John Johnson, cocinero y mecánico; Paul Fuzzy Furlong, mecánico y entrenador de perros; Francis Lawrence, aerologista y júnior de la Guardia Naval; Robert Inglis, asistente de agrimensor y boy Scout (el miembro más joven de la tripulación); y Norman Hortman, piloto (que dejó la expedición una vez comenzada en Sídney, Nueva Escocia).

## En ruta al Norte
La expedición zarpó desde Port Newark, Nueva Jersey, el 1 de julio de 1937. Hicieron dos paradas en Nueva Escocia: en Lunenburg, a dejar a sus pasajeros y tomar alimentos frescos y suministros; y en Sídney, para reponer carbón y dejar a Norman Hortman y un técnico de radio que habían estado ajustando el equipo de radio. Hicieron dos paradas previstas en Groenlandia: una en Fairhaven, para conseguir agua dulce y alimentos; y otra en Idglorssuit, en el fiordo de Umank, para recoger a los perros y entregar regalos a los habitantes esquimales. 
Después de salir de Idgorsuit, la nave encontró hielo en la bahía de Baffin. En el extremo inferior del canal Robeson fueron detenidos completamente por un muro de hielo de 15 pies de espesor. No consiguieron alcanzar Fort Conger, el campamento construido en 1881-84 por Adolphus Greely a la entrada del canal Robeson, lo que fue una gran decepción para MacGregor. Incapaces de seguir adelante, trataron de buscar refugio en la isla de Ellesmere sólo para encontrar que toda la costa estaba bloqueada por el hielo. Quedaron a la deriva al sur a lo largo de la costa de Groenlandia, buscando con urgencia un lugar para establecer un cuartel de invierno, ya que el hielo nuevo ya se estaba formando y corrían el riesgo de quedar atrapados en él.

## Invernando en Etah
Llegaron al fiordo Foulke, cerca de Etah, el 31 de agosto de 1937. Antes de que la expedición pudiera instalarse en tierras experimentaron una serie de desastres, que casi llevan a la expedición al fondo del mar. Las cartas marinas de la zona señalaban una profundidad de 40 pies (12 m) y aunque el barco tenía un calado de 12 pies (4 m), para su sorpresa, se encontraron varados. Descargaron algunos de los suministros para reflotar el barco en la siguiente marea. El 1 de septiembre de 1937, un fuerte viento arrastró el buque al mar, ya que el ancla no pudo mantenerse en el fondo rocoso. En el retorno a Etah, uno de los motores se incendió. Hubo algunos momentos de ansiedad hasta que el fuego fue extinguido dado que a bordo había bastante gasolina, municiones y dinamita. Después de dos días fueron capaces de volver a punta Reindeer, cerca de Etah, para encontrar que la mayoría de los suministros que habían descargado antes de volver a reflotar el barco se encontraban bajo el agua, a unos 3 m, debido al flujo y reflujo de las mareas. Finalmente, lograron descargar el barco y comenzaron los trabajos de ampliación de una cabaña dejada allí anteriormente por la Expedición de Humphrey en 1934-35. 
Tan seguro estaba MacGregor de que su goleta con el casco de madera reforzado podría llegar a Fort Conger, que no se había molestado en obtener un permiso de entrada de las autoridades danesas (necesario para establecer un campamento base en Groenlandia). Poco después de Año Nuevo, la expedición fue visitado por el gobernador del Territorio, que había viajado por tierra de Thule (ahora Qaanaaq). Se había enterado de la presencia de la expedición en Groenlandia por el seguimiento de sus emisiones de radio y les dio instrucciones para salir a la mayor brevedad. 

## Logros

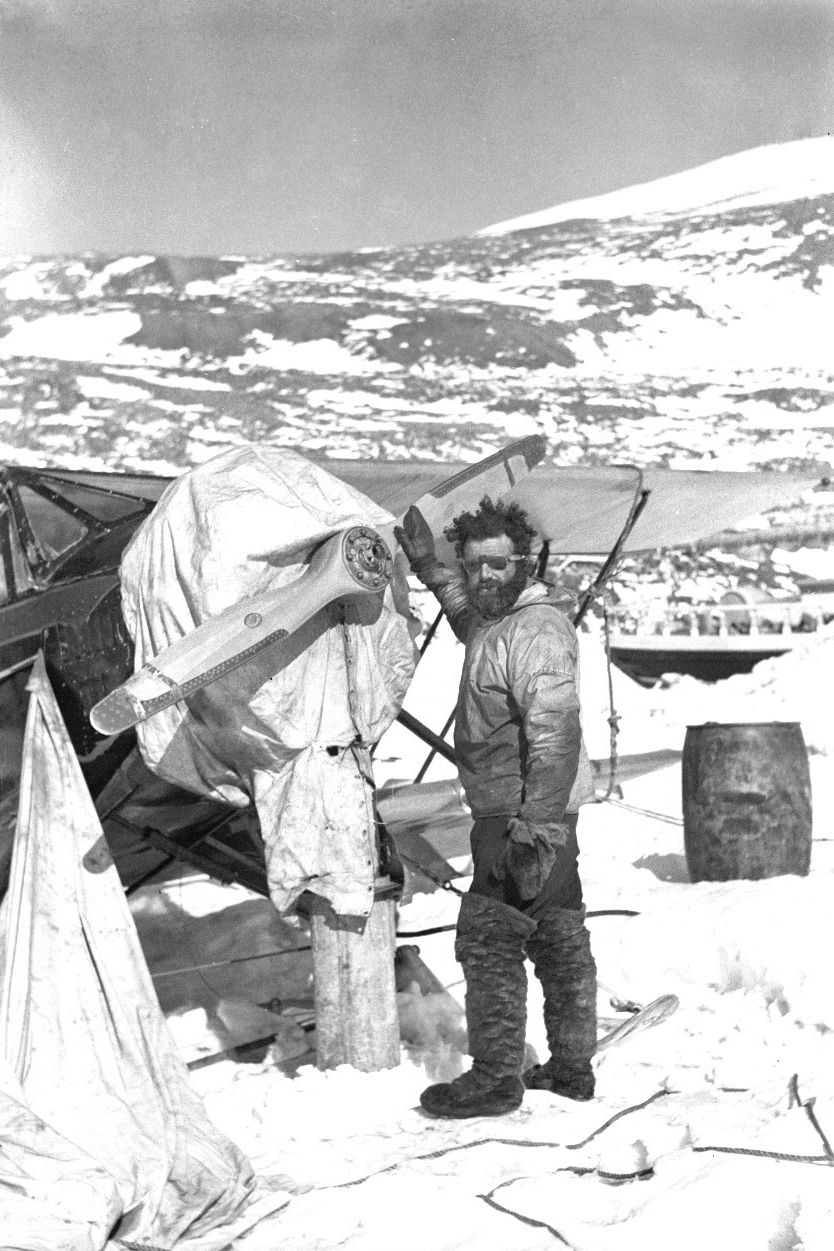
Ike Schlossbach calentando el biplano Waco (primavera de 1938).

Las observaciones cada hora del tiempo comenzaron el 8 de septiembre de 1937 y los informes fueron transmitidos diariamente a la Oficina Meteorológica de EE. UU., en Washington D. C.. Un globo pilotado para realizar observaciones se elevaba dos veces al día, excepto durante diciembre y enero. Todas las observaciones continuaron hasta la hora de navegar, el 7 de julio de 1938. MacGregor pensaba que las observaciones precisas y cartografiando el desarrollo y movimiento de las masas de aire al moverse a través del Ártico, haría lo más precisas posible, y de más largo alcance, la previsión meteorológica del hemisferio Norte. A finales de 1937, MacGregor, desde Etah, Groenlandia, hizo una previsión meteorológica de largo alcance para 1938, basada en las observaciones de su expedición. Dos meses y medio más tarde, resultó ser increíblemente precisa. 
En febrero, los esquimales comenzaron a llegar desde el sur. Entre ellos se encontraba Ootah que había acompañado a Peary en 1909 en el histórico primer viaje al Polo Norte. En marzo, el Haig-Thomas, Wright, visitó la expedición de Hamilton. Compartieron la cabaña, mientras cartografíaban partes de la isla de Ellesmere y realizaban estudios biológicos y glaciológicos. En una empresa combinada, Schlossbach y Wright hicieron una partida de unas 300 millas (483 km) al noreste del casquete de hielo de Etah. Probablemente fue la travesía continua más larga en la región de la época. 
Paul Furlong y Roy Fitzsimmons cruzaron el Smith Sound hasta el cabo Sabline, en la isla de Ellesmere, para depositar suministros en un almacén de la Real Policía Montada del Canadá (una solicitud de Charles Camsell (1876–1958), Comisionado de los Territorios del Noroeste). 
La expedición MacGregor llevaba con ellos un biplano, un modelo de 1933 de la «Waco Aircraft Company», para realizar vuelos de estudio y reconocimiento. El avión tenía un único motor de 210 caballos de la «Continental Motors Company», refrigerado por aire mediante un motor rotativo. Schlossbach voló el Waco cuatro veces desde Etah logrando varios hazañas memorables de la aviación: el primer vuelo en solitario en la isla de Ellesmere; el primer desembarco en la isla de Ellesmere; y la refutación de la reclamación de Peary que había otra isla al noroeste de la isla de Ellesmere. 
Mientras exploraba la costa de la isla de Ellesmere en 1909, el Comodoro Robert Peary había avistado una sombra gris en el horizonte. Convencido de que había descubierto una isla desierta, la bautizó como Tierra de Crocker (Crocker Land). Isaac Schlossbach armado con una brújula solar y combustible extra, trató de localizar la Tierra de Crocker desde el aire. Recorrió la zona donde Perry la había situado y todo lo que vio era océano: no había tal Tierra de Crocker. Esto venía a confirmar los resultados de otra expedición de 1913 que tampoco logró encontrarla, esta vez desde tierra, la Expedición Tierra de Croker.

## El viaje de regreso
Cuando el hielo se rompió en julio de 1938, los exploradores dejaron Groenlandia después de hacer una breve parada en Thule para recoger a John Johnson, que había sido mordido por un perro y había necesitado atención médica. 
El duro invierno había dañado la goleta más de lo esperado y un atasco de hielo en la bahía de Baffin atrapó al barco durante semanas, yendo a la deriva con el hielo. Se abrieron varias fisuras y fue necesario un bombeo constante hasta llegar a San Juan de Terranova, donde se hicieron las reparaciones. 
Durante el viaje de San Juan a Newark, cerca de los Grandes Bancos, el 21 de septiembre de 1938 se encontraron con uno de los peores huracanes que había subido por la Costa Atlántica. La expedición regresó finalmente al Puerto de Newark el 4 de octubre de 1938, tras haber estado fuera quince meses y cuatro días. 

## Epílogo
Con sólo diez miembros y un presupuesto escaso, la expedición al ártico de MacGregor no podía competir con las grandes empresas de Richard Evelyn Byrd o Robert Falcon Scott. Pero ciertamente era comparable en tamaño y propósito a otras expediciones polares de su época. Además de sus logros científicos y de aviación en los 15 meses de duración, la expedición MacGregor fue una experiencia valiosa para varios de sus miembros, que servirían de nuevo en otras expediciones polares: Ike Schlossbach seguirá participando en expediciones polares hasta los 70 años; Paul Furlong estaría con Grenfell (1939); Roy Fitzsimmons iría en la Expedición del Servicio Antártico de los Estados Unidos (1939-41); y Murray Wiener también iría con Byrd en varias expediciones. 

La expedición al Ártico MacGregor tuvo algunos logros notables. Probablemente el más notable fue su oscuridad. A diferencia de la mayoría de sus contemporáneas, la expedición al Ártico MacGregor prácticamente no se recuerda en la historia polar.
The MacGregor Arctic Expedition had some notable achievements. Probably the most notable is its obscurity. Unlike most of its contemporaries, the MacGregor Arctic Expedition is virtually unrecorded in polar history.Hal Vogel

## Participantes
| Nombre                  | Puesto                                                                                                  | Profesión | Procedencia                         |
| ----------------------- | --- | --- | ----------------------------------- |
| Clifford J. MacGregor   | Comandante y meteorólogo                                                                                | Comandante de la Marina de EE. UU. (en la reserva) | Oficina Meteorológica de Newark, NJ |
| Isaac Schlossbach       | Segundo Comandante, navegante y piloto de avión                                                         | Academia Naval de EE. UU., Annapolis, MD Capitán de Corbeta de la Marina de EE. UU. (retirado) Nautelis Arctic Expedition Second Byrd Antarctic Expedition | Neptune, NJ                         |
| Roy G. Fitzsimmons      | Geofísico y magnetologista Seaton Hall Collage, Clase de 1937, Físicas Carnige Institution, Magnetology | Capitán de la Fuerza Aérea del Ejército de EE. UU. | Newark, NJ                          |
| Robert Sterling Danskin | Proveedor de avión y geólogo                                                                            | Burdett College, clase de 1929 | Arlington, MA                       |
| Albert Gerald Sayre     | Ingeniero de radio                                                                                      | Comandante de la Marina de EE. UU. (en la reserva) | Cornwall On Hudson, Nueva York,     |
| Murray A. Wiener        | Fotógrafo                                                                                               | | Bradley Beach, NJ                   |
| John Johnson            | Cocinero y mecánico                                                                                     | | Farmingdale, NJ                     |
| Robert Inglis           | Asistente de agrimensor                                                                                 | Boy Scout | Trenton, NJ                         |
| Paul B. "Fuzzy" Furlong | Mecánico                                                                                                | Dog Handler | Upper Montclair, NJ                 |
| Francis Lawrence        | Aerologista                                                                                             | Junior de la Guardia Naval | East Orange, NJ                     |
| Norman Hortman          | Piloto                                                                                                  | (dejado en ruta en Sídney, Nueva Escocia) |                                     |